# Seichusen
Seichusen (em japonês:  正中線, Seichū-sen, "linha média") é uma linha vertical imaginária que passa através do centro do corpo de uma pessoa. Ou, de outro modo, é basicamente o meridiano central do corpo, que servirá de ponto de referência para a execução de toda e qualquer técnica, de ataque, defesa, deslocamento e/ou postura. Noutras palavras, da mesma feita que uma roda tem seu eixo, em torno do qual gira, ou como o pêndulo tem seu ponto fixo, donde oscila, um pessoa possui uma linha vertical média, que é seu ponto básico no espaço, que servirá de referência para a execução de seus movimentos.
Tendo por base linha média, se se localizar o centro de gravidade do corpo, cuja posição fica mais ou menos na linha de cintura (hara, em japonês), obtém-se o ponto principal por onde flui a energia pessoal (ki) e de onde os golpes partirão e/ou por onde serão, preferencialmente, assimilados. Essa ponto imaginário coincidiria com o baricentro do corpo. E a mercê de consciência acerca de sua existência exsurge do facto de que em todo e qualquer embate há dispêndio de energia, isto é, das forças, do vigor, e, sabendo-se qual o caminho a energia tende a percorrer naturalmente, o budoca (praticante de artes marciais) beneficiar-se-á pelo menor gasto.
Ainda: essa conjugação entre a linha vetical (seichusen) e a horizontal (hara) define quais são as áreas importantes que devem ser defendidas e quais os pontos que podem ser objeto de ataque no oponente. O princípio é que toda pessoa tem uma linha central, divisória do corpo em duas pastes simétricas e definidora dos pontos de ataque e defesa.
Essa linha imaginária deve funcionar como um eixo do corpo e, assim, um carateca procurará executar suas técnicas, deslocamento, ataques e defesas de modo que passem e/ou se originem por ela, para que a energia seja potencializada, quando for o caso de um ataque; a energia contrária seja defletiva e eventualmente retornada, quando necessária for uma defesa; os deslocamentos sejam mínimos e mais eficientes, conservando ainda o equilíbrio; as projeções consumam pouco esforço.
Não se trata de um conceito exclusivo do caratê. O aiquidô dá muita importância a esse conceito, pois é um caminho que se deve prestar atenção porque a energia do ki tende a segui-lo. O termo vem dos kanjis sei, que significa «correcto»; chū, «centro»; e sen, «linha». Significa, pois, «correcta linha central», em tradução livre. Pode-se dizer que é a síntese das áreas de ataque e defesa do caratê, eis que corresponte a um meridiano corporal imaginário através do qual os golpes ofensivos devem transitar até os alvos no adversário, e, de modo recíproco, representa a linha que deve ser defendida contra os ataques vindos do oponente, pois quaisquer golpes de eventualmente possam atingir o corpo, se atingirem pontos fora de seichusen, posto que sejam fortes, não serão definitivos.
É técnica bastante íntima da execução de kata, pois aumenta a sensação de luta real. A relação entre as linhas de seichusen de ambos dos contendores auzilia o surgimento duma trajetória através da qual um movimento poder ser executado: a linha de dosen.